# يارانسك
يارانسك (بالروسية: Яранск) هي إحدى مدن روسيا في الكيان الفدرالي الروسي كيروف أوبلاست.